# Chengdu Challenger
Il Chengdu Challenger è un torneo professionistico di tennis che si gioca dal 2016 e che fa parte dell'ATP Challenger Tour. Si gioca sui campi in cemento del Sichuan International Tennis Centre a Chengdu, in Cina.
Il torneo fu inaugurato a fine luglio del 2016 e alla fine del mese successivo prese il via sugli stessi campi anche la prima edizione del Chengdu Open, evento che fa parte dell'ATP Tour.

## Albo d'oro

### Singolare
| Anno | Campione    | Finalista             | Punteggio     |
| ---- | ----------- | --------------------- | ------------- |
| 2019 | Chung Hyeon | Yūichi Sugita         | 6–4, 6–3      |
| 2018 | Zhang Ze    | Henri Laaksonen       | 2–6, 5–2 rit. |
| 2017 | Lu Yen-hsun | Evgenij Donskoj       | 6–3, 6–4      |
| 2016 | Jason Jung  | Rubén Ramírez Hidalgo | 6–4, 6–2      |

### Doppio
| Anno | Campioni                     | Finalisti                       | Punteggio         |
| ---- | ---------------------------- | ------------------------------- | ----------------- |
| 2019 | Arjun Kadhe Saketh Myneni    | Nam Ji-sung Song Min-kyu        | 6–3, 0–6, [10–6]  |
| 2018 | Gong Maoxin Zhang Ze (2)     | Michail Elgin Yaraslav Shyla    | 6–4, 6–4          |
| 2017 | Sriram Balaji Vishnu Vardhan | Hsieh Cheng-peng Peng Hsien-yin | 6–3, 6–4          |
| 2016 | Gong Maoxin Zhang Ze (1)     | Gao Xin Li Zhe                  | 6–3, 4–6, [13–11] |